# Rebra
Rebra (ukrajinsky Ребра, 2001 m n. m.) je hora v pohoří Čornohora v jihozápadní části Ukrajiny na hranici mezi Zakarpatskou a Ivanofrankivskou oblastí. Nachází se v hlavním hřebeni mezi vrcholy Turkul (1932 m) na severozápadě a Brebeneskul (2037 m) na jihovýchodě. Severovýchodní svahy hory klesají do údolí potoka Mres, jihozápadní do údolí potoka Brebeneskul a jeho pravobřežních přítoků.

## Přístup
- po červeně značené hřebenovce od Hoverly nebo od Pop Ivana